# Mangalsen
Mangalsen is een dorpscommissie (Engels: village development committee, afgekort VDC; Nepalees: panchayat) in Nepal, gesitueerd in het district Achham. De dorpscommissie telde bij de volkstelling in 2011 10.458 inwoners.
Tijdens de Nepalese Burgeroorlog was deze plaats het strijdtoneel van maoïstische rebellen en regeringstroepen.